# Linos (Mythologie)

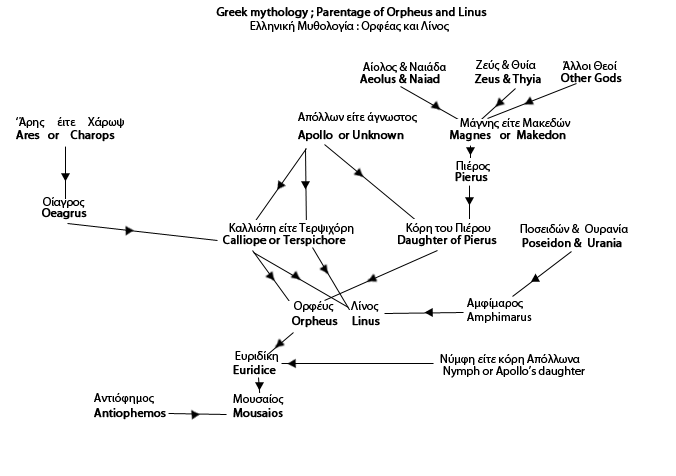
Stammbaum des Linos

Linos (altgriechisch Λίνος Línos) ist eine Person der griechischen Mythologie.
Er ist ein Sohn des Apollon, gilt als Sohn der Kalliope und fungierte als Musiklehrer des Herakles. Nach Pausanias war er der Sohn der Urania und des Amphimaros. Er wurde, weil er seinen Gesang mit Apollon verglich, von diesem getötet. Anderen Quellen galt er als der Erfinder der Buchstaben und brachte Herakles das Schreiben bei. Als er diesen einmal zu Unrecht bestrafte, erschlug ihn Herakles im Zorn. Nach Pausanias soll dies aber ein weiterer Linos, Sohn des Ismenios, gewesen sein.
Der Athener Dichter Pamphos nannte ihn Oitolinos („Unglückslinos“). Er wurde in Theben begraben. Nach der Schlacht von Chaironeia soll Philipp II. die Gebeine des Linos aufgrund eines Traumes nach Makedonien überführt haben. Ein weiterer Traum bewog ihn dazu, die Gebeine wieder nach Theben zu bringen. Im Musenheiligtum am Helikon wurde ihm vor den Musen geopfert. Hier gab es auch ein in den Fels gehauenes Bildnis des Linos.
Aus Homer, Ilias 18,570 ergibt sich, dass unter Linos auch eine bestimmte Art von Liedern verstanden wurde. An der angegebenen Stelle aus der Beschreibung des Schilds, den Hephaistos für Achilleus anfertigte, trug es ein Sänger bei der Weinlese vor und begleitete seinen Gesang auf der Phorminx. Später war das Linoslied ein Klagegesang auf den Tod des Linos. Damit hat es eine gewisse Ähnlichkeit mit dem ägyptischen Maneros-Lied.